# Římskokatolická farnost Nakléřov
Římskokatolická farnost Nakléřov (lat. Nollendorfium) je církevní správní jednotka sdružující římské katolíky na území osady Nakléřov a v jejím okolí. Organizačně spadá do ústeckého vikariátu, který je jedním z 10 vikariátů litoměřické diecéze.

## Historie farnosti
Již v roce 1384 byla ve farní lokalitě plebánie. Matriky jsou vedeny od roku 1772. V roce 1787 zde byla lokálie. Farnost byla kanonicky zřízena od roku 1852.

### Duchovní správcové vedoucí farnost
Začátek působnosti jmenovaného v duchovní správě farnosti od:
- 1787 cap. loc. Vitus Bensl OP, † 25. 9. 1794
- 1794 cap. loc. vacat
- 1794 cap. loc. Ioann. Křivánek
- 1796 cap. loc. Aug. Sigmund
- 1802 cap. loc. vacat
- 1802 cap. loc. Wencesl. Güttler
- 1806 cap. loc. Jos. Rusch
- 1812 cap. loc. Jos. Ehret
- 1814 cap. loc. vacat
- 1814 cap. loc. Anton. Schoenpflug
- 1818 cap. loc. Ioan. Reissmann de Riesenburg, n. 23. 6. 1778 Georgivall., o. 30. 8. 1806
- 1832 cap. loc. Franc. Hochberger, n. 3. 12. 1780 Otschehaviens., o. 14. 8. 1804
- 1835 cap. loc. vacat
- 1836 cap. loc. Joann. Gebhard, n. 29. 9. 1797 Doupov, o. 24. 8. 1821
- 1841 cap. loc. Franc. Ehmig, n. 30. 1. 1802 Úhošťany, o. 4. 9. 1827, † 16. 11. 1882
- 1848 cap. loc. Jos. Procop, n. 2. 1. 1805 Dubnice, o. 4. 8. 1834, † 22. 6. 1874
- 1851 cap. loc. Jos. Hille, n. 15. 2. 1807 Schönav., o. 28. 9. 1832
- 1853 proto- par. (prvo-farář) Jos. Hille, n. 15. 2. 1807 Schönav., o. 28. 9. 1832, † 23. 2. 1878
- 1858 Franc. Sal. Egert, n. 29. 1. 1815 Pohorzens., o. 3. 8. 1838, † 31. 7. 1896
- 1863 Jos. Parten, n. 10. 6. 1809 Schöbric., o. 3. 8. 1836, † 5. 8. 1886
- 1875 par. vacat, admin. int. Benedict. Franzel
- 1876 Jos. Peuker, n. 10. 6. 1838 Priedlanc, o. 29. 7. 1863, † 6. 8. 1888
- 1883 Jos. Hille, n. 2. 3. 1849 Schönav., o. 21. 7. 1872, † 31. 5. 1909
- 1890 Franc. Vejžvalda, n. 9. 10. 1848 Deštná, o. 14. 7. 1877, † 28. 6. 1922
- 1892 par. vacat, admin. int. Adolph. Schwalb
- 1893 Anton. Pieschel, n. 11. 2. 1862 Spansdorf, o. 16. 5. 1886, † 8. 8. 1925
- 1895 par. vacat, admin. int. Franc. Miksánek
- 1896 Franc. Miksánek, n. 19. 11. 1862 Ruprechtic., o. 27. 5. 1888, † 31. 10. 1905
- 1899 Adolph. Pohnert, n. 16. 10. 1870 Reitschowes, o. 2. 7. 1893, † 27. 11. 1916
- 1901 Joann. Filler, n. 3. 3. 1866 Hostěnice, o. 24. 5. 1891, † 28. 6. 1905
- 1904 Franc. Pácal, n. 6. 2. 1870 Sobšice, o. 2. 7. 1893, † 13. 3. 1911
- 1906 par. vacat, admin. interc. Henr. Müller
- 1907 Henr. Müller, n. 21. 11. 1870 Wiesenthal, o. 7. 6. 1894, † 29. 1. 1911
- 1908 Aloys. Schmidt, n. 6. 12. 1864 Liebau (Sil.), o. 3. 12. 1893, † 12. 1. 1913
- 1910 Jos. Kubát, n. 7. 1. 1874 Květinov, o. 11. 7. 1897, † 13. 8. 1916
- 1912 Petrus Flommersfeld, n. 18. 10. 1868 Langenlonsheim (D), o. 29. 6. 1893, † 13. 10. 1927
- 1918 par. vacat, admin. excurr. Wenc. Rösler
- 1920 Bernard. Növer, n. 20. 8. 1875 Dülmen (D), o. 15. 7. 1906
- 1939 par. vacat, admin. excurr. Max. Preiss
- 1. 10. 1940 par. vacat, admin. Jos. Schmitz
- 1. 10. 1946 Eduard Schönbach-Nitsche
- 10. 11. 1951 Anton. Grus
- 1. 1. 1952 Ladislav Vybíral
- 1. 7. 1954 Jaroslav Huslík
- 1. 7. 1999 Pavel Jančík, admin. excurr. z Ústí nad Labem
- 1. 7. 2002 Miroslav Šimáček, admin. excurr. z Ústí nad Labem
- 15. 7. 2025 Martin Davídek, admin. excurr. z Ústí nad Labem[3]

Kromě kněží stojících v čele farnosti, působili ve farnosti v průběhu její historie i jiní kněží. Většinou pracovali jako farní vikáři, kaplani, katecheté, výpomocní duchovní aj.

## Území farnosti
Do farnosti náleží území těchto obcí:
- Nakléřov (Nollendorf[p 2])
- Knínice (Kninitz[p 2])
- Panenská (Jungferndorf[p 2])

## Kostely a kaple na území farnosti
O prvním dřevěném kostele na Nakléřově zasvěceného Panně Marii a sv. Jiří, který ale dlouho nedokázal odolat nepřízni zde po většinu roku panujícího počasí, postaveném někdy před rokem 1330 s téměř vůbec nic neví.
První bližší zmínka je až o zděném gotickém kostele (postaveným s největší pravděpodobností někdy kolem roku 1382), který stával podél silnice směřující z Nakléřova do Krásného Lesa (tj. v místech později postavené hasičské kůlny (zbrojnice)). – Dodnes není bohužel možno zcela jednoznačně říci, zdali po požáru v roce 1639 založeném švédskými vojáky vůbec došlo nebo nedošlo k jeho opravě.
Nový barokní kostel zasvěcený sv. Josefovi vystavěl Johann Georg Gröschl uprostřed „nového“ hřbitova (tj. podél silnice vedoucí z Teplic do Drážďan, BRD) v letech 1676 až 1679 (v roce 1697 byl ještě jednou přestavěn). – Slavnostní akt jeho posvěcení se uskutečnil dne 9. listopadu 1679.
Hlavní oltář s obrazem Svaté rodiny, jenž nahradil ten původní z roku 1679, do kostela přivezl ze „Setz“ a instaloval v roce 1699 krupský truhlář Michel Leibner. – Nové šafírování provedl roku 1700 altenberský malíř Hesse.
První nikterak výmluvná zmínka o varhanách pochází z roku 1794, kdy došlo k jejich opravě. – Výroba nových varhan (majících celkem 423 píšťal) se čtyřstopým principálem, šesti hlasy v manuále a jedním v pedále za 300 Zl. k. m. (šafírovaných v roce 1822), které zaplatil Náboženský fond za přispěním 212 Zl. k. m. Obce, byla zadána v roce 1820 liboucheckému varhanářskému mistrovi Fellerovi. – Ty byly v roce 1901 nahrazeny varhanami o stejném počtu rejstříků, avšak s osmistopým principálem, varhanáře Schiffnera zasazenými v pseudorenesanční skříni.
Zděná hranolová věž postavená nákladem 1.348 Fl. a 34 5/6 Kr. (dovoz materiálu a pomocné práce byly hrazeny z obecního rozpočtu), ze které dne 17. září 1813 údajně francouzský císař Napoleon I. Bonaparte sledoval probíhající boje u Varvažova, nahradila v letech 1805 – 1806, jak to potvrzuje „vzkaz budoucím generacím“ nalezený dne 12. července 1855 při rekonstrukci věžní kopule a kříže, původní již značně zchátralou dřevěnou zvonici. – V kostelní věži se nacházel zvon z roku 1745 od Jakuba Konráda Löhnera, zvon z roku 1749 od Jan Krištofa Grohmanna a malý zvon z roku 1679, o němž není známo nic bližšího. Po rekvizici zvonů v průběhu I. a II. světové války zůstal ve věži pouze jeden jediný 50 kg zvon (20/1/97 B)
Nový dřevěný hlavní oltář s obrazem o rozměru 1,5 x 0,75 m byl pořízen v roce 1888. – V kostele se nacházel ještě starší boční dřevěný oltář s obrazem Panny Marie Pomocnice.
V roce 1975 odkoupil za odhadní cenu 15.267,60 Kčs kostel sv. Josefa na Nakléřově včetně přilehlých pozemků č. 1019 o výměře 1.065 m² a č. 1020 o výměře 234 m² Místní národní výbor v Krásném Lese zastoupeným Karlem Fandelem – předsedou.
I přesto, že náklady na odstřel kostela byly vyšší než by stála jeho oprava (ústečtí památkáři se neúspěšně snažili prosadit zachování alespoň věže), byl zchátralý farní kostel sv. Josefa dne 28. dubna 1975 byl z rozhodnutí ONV Ústí nad Labem odstřelen střelmistry z Výzkumného ústavu hnědého uhlí v Mostě, aby na jeho místě byl postaven pomník sovětským vojskům. – Jeho výstavba, která měla stát 4,5 miliónů Kčs, byla ale zastavena vládou.
Na místě, kde původně stával kostel sv. Josefa, se dnes nachází prostý dřevěný kříž věnovaný původními rodáky z Nakléřova.

## Římskokatolické sakrální stavby a místa kultu na území farnosti
| | Fotografie | Stavba            | Místo    | Bohoslužby    | Zeměpisné souřadnice             | Status               |        |
| Kostel | Kostel     | Kostel            | Kostel   | Kostel        | Kostel                           | Kostel               | Kostel |
| --- | ---------- | ----------------- | -------- | ------------- | -------------------------------- | -------------------- | ------ |
| 1. |            | Kostel sv. Josefa | Nakléřov | nelze sloužit | 50°44′35″ s. š., 13°58′44″ v. d. | zbořený farní kostel |        |
| Některé drobné sakrální stavby a pamětihodnosti lze dohledat zde v databázi Drobné sakrální památky Zaniklé sakrální stavby lze dohledat zde v databázi Poškozené a zničené kostely, kaple a synagogy v České republice |            |                   |          |               |                                  |                      |        |

Ve farnosti se mohou nacházet i další drobné sakrální stavby, místa římskokatolického kultu a pamětihodnosti, které neobsahuje tato tabulka.

## Příslušnost k farnímu obvodu
Z důvodu efektivity duchovní správy byl vytvořen farní obvod (kolatura) farnosti Ústí nad Labem, jehož součástí je i farnost Nakléřov, která je tak spravována excurrendo.